# Missy (Doctor Who)
Pour les articles homonymes, voir Missy.
Missy est le surnom donné à une incarnation du Maître, un des antagonistes récurrents de la série britannique de science-fiction Doctor Who, qui était jusqu'alors interprété par des acteurs masculins. La situation change en 2014, lorsque Michelle Gomez prend le relais après John Simm, apparu pour la dernière fois dans La Prophétie de Noël en 2010. Elle tint le rôle jusqu'à la fin de l'épisode Le Docteur tombe en 2017, à l'issue duquel Missy est laissée pour morte.
L'intrigue de la saison 8 tourne entre autres autour de l'identité de Missy (en effet, le Docteur ignore qu'elle est la dernière incarnation de son ami d'enfance). Elle n'apparaît ensuite que dans les deux premiers épisodes de la saison 9, pour ensuite revenir au centre de l'intrigue dans la seconde moitié de la saison 10 : le Docteur essaie de convaincre Missy d'agir pour le bien, et non pour le mal. C'est la première incarnation du Maître à rencontrer une de ses incarnations précédentes.

## Histoire du personnage

### Saison 8 (2014)
Missy apparaît pour la première fois à la fin du premier épisode de la saison 8, En apnée, où elle accueille l'homme-robot, après sa mort, dans un jardin. Elle parle du Docteur comme étant son "petit ami", ajoutant qu'il est toujours gentil avec elle "parce qu'il [l]'aime énormément", et qu'elle aime son nouvel accent. L'homme-robot lui demande ensuite où ils se trouvent, ce à quoi elle répond qu'ils se trouvent au Paradis.
Elle revient à la fin du deuxième épisode, Dans le ventre du Dalek, où elle accueille une militaire (normalement décédée) dans un salon de thé, lui souhaitant la bienvenue au Paradis, et lui proposant de se servir du thé et des gâteaux.
À la fin de Le Gardien, le policier tué par le Blitzer-Skovox se retrouve à parler à un homme dans un bureau vide et blanc, lui racontant ce qui lui est arrivé... et il se rappelle soudain qu'il ne s'en est pas échappé. L'homme l'accueillant, Seb, lui dit qu'il se trouve au Paradis. On voit soudain Missy dans le fond de la pièce, dans un grand couloir, et Seb dit qu'elle est assez occupée.
Missy revient à la fin de À plat, neuvième épisode de la saison, où elle observe Clara sur une tablette, et dit "Clara... Ma Clara... J'ai fait le bon choix", et rit.
À la fin du dixième épisode, Promenons-nous dans les bois..., Missy observe sur un écran d'ordinateur la Terre se faire sauver par le Soleil, et dit qu'elle ne s'y attendait pas, et qu'elle "aime les surprises".
Missy est confrontée physiquement au Docteur dans l'épisode La Nécrosphère, avant-dernier de la saison, se présentant comme une "interface multi-fonction" au service de l'entreprise 3W. Elle embrasse langoureusement le Docteur, affirmant qu'il s'agit d'un "cadeau de bienvenue". Elle dit au Docteur être maintenue par son cœur. Elle prend sa main et la met sur sa poitrine, pour qu'il entend son cœur. Il semble surpris, et demande immédiatement à savoir qui "s'occupe de son cœur". Elle appelle alors le Dr Cheng. Lorsque le Docteur et le Dr Cheng visitent le mausolée, elle active les tombes, qui se vident alors de leur eau et révèlent des Cybermen. Le Docteur informe alors Cheng que son interface d'accueil a développé une faute, ce à quoi il répond étonné qu'elle est son employeur. Elle le tue alors de sang-froid, devant le Docteur, qui découvre qu'elle utilise un disque dur de Gallifrey, et exigeant de savoir qui elle est, ce à quoi elle répond qu'il "le sait", et qu'il "l'a senti". Le Docteur recule alors devant elle, déclarant tout simplement "deux cœurs", comprenant qu'elle est un Seigneur du Temps. Elle ajoute alors qu'elle est "celle qu'[il] [a] abandonnée, celle qu'[il] [a] laissé pour morte", laissant le Docteur fuir en courant, tout en le suivant. Les deux personnages se retrouvent dans les rues de Londres, en pleine invasion de Cybermen, où la tension entre eux est à son comble. Missy explique que son nom est un diminutif du mot "Mistress" (Maîtresse), et qu'elle n'aurait pas pu continuer à se faire appeler le Maître dans son nouveau corps. L'épisode s'arrête alors ici.
Dans l'épisode suivant, Mort au paradis, les Cybermen libérés par Missy explosent entre eux, provoquant une pluie ayant pour effet de transformer tous les corps humains inanimés (décédés) en Cybermen. Le Docteur et Missy sont capturés par UNIT. Le Docteur est nommé Président de la Terre en situation d'urgence, et Missy ligoté dans le même avion. Missy finit par se libérer et par tuer Osgood, et elle appelle alors des Cybermen à venir attaquer l'avion. Le Docteur descend dans la soute où il trouve Missy cachée derrière son TARDIS. Elle révèle alors que c'est elle qui a mis Clara et le Docteur en contact (voir l'épisode Enfermés dans la toile de la saison 7), et qui les a réuni en publiant l'annonce dans le journal (voir l'épisode En apnée, premier de la saison 8). Missy fait alors exploser l'avion, et se téléporte. Le Docteur est sauvé grâce au TARDIS, et retourne sur Terre aider Clara et Danny, qui n'est toujours pas entièrement converti en Cyberman. Clara active "Cyber-Danny" pour qu'il ne souffre plus, et Missy apparaît alors de nouveau, et offre un cadeau au Docteur, un bracelet pour contrôler les Cybermen, affirmant que c'est son anniversaire. Le Docteur doute alors, se demandant de nouveau s'il est un homme bien, Missy lui expliquant qu'avec cette armée, il pourrait sauver tous les gens prisonniers dans les camps de concentration Daleks, et empêcher les "méchants" de gagner les guerres. Le Docteur comprend soudain qu'il n'est ni un homme bien, ni un homme mauvais, et embrasse Missy sur la bouche, et envoie son bracelet à "Cyber-Danny", faisant exploser tous les Cybermen et faisant disparaître tous les nuages. Clara veut tuer Missy pour la mort de Danny, mais le Docteur lui demande de le laisser faire lui-même, et au moment de la tuer, c'est un Cyberman encore là, qui a sauvé Kate Lethbridge-Stewart d'une chute mortelle, qui la tue. Le Docteur comprend alors qu'il s'agit du Brigadier Lethbridge-Stewart, son ancien et fidèle compagnon (2e, 3e, 4e, 5e et 7e Docteurs), et père de Kate.

### Saison 9 (2015)

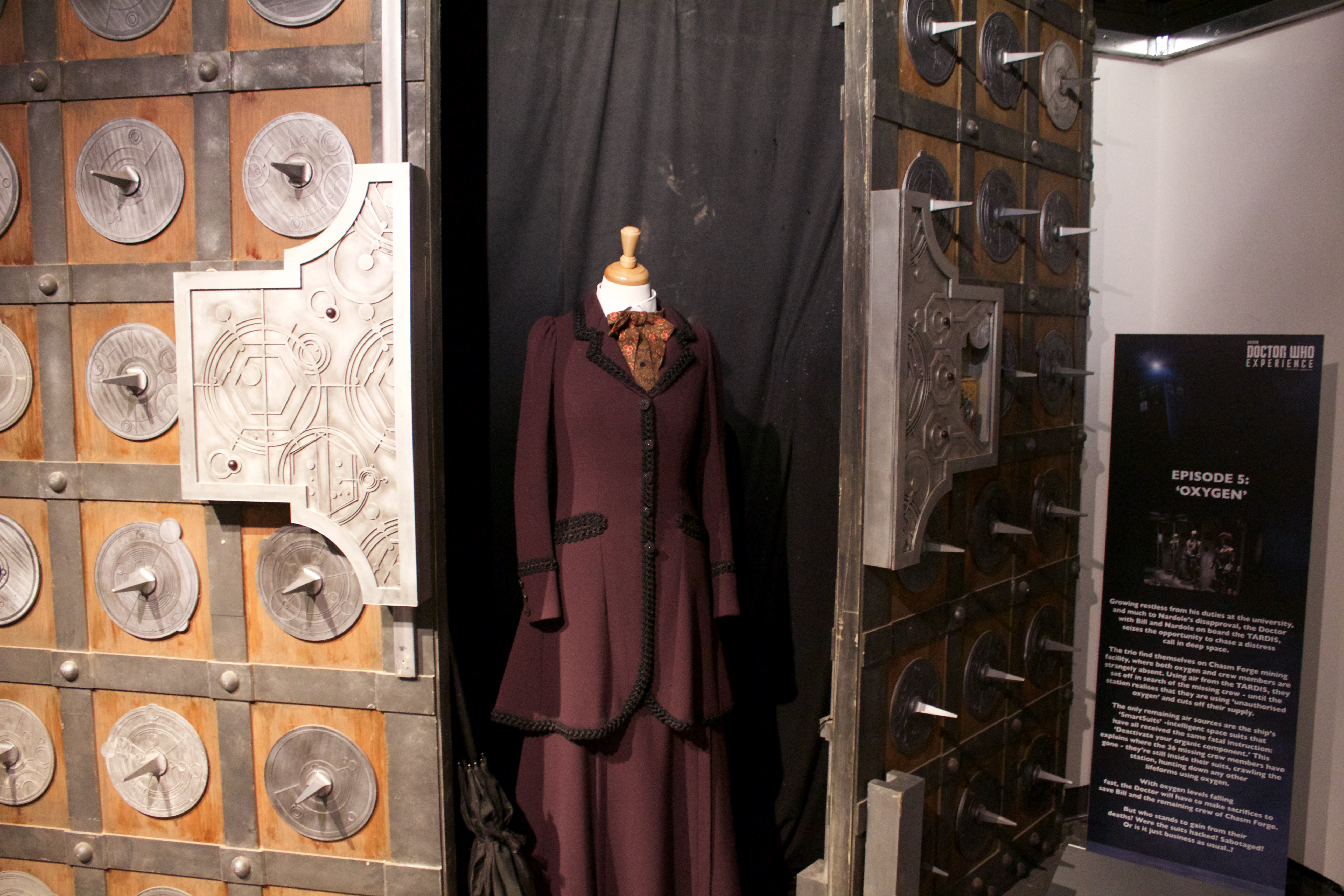
Costume de Missy.

Missy n'apparaît que deux fois dans cette saison : dans les deux premiers épisodes, Le Magicien et son disciple et La Sorcière et son pantin. Elle procède rentre en contact avec Clara. Missy explique à Clara que le Docteur est injoignable, et qu'elle a reçu son cadran de confession, c'est-à-dire le testament et les dernières volontés du Docteur. Ceci signifie qu'il ne lui reste qu'un jour à vivre.
Grâce à l'aide d'un algorithme conçu par l'équipe scientifique de UNIT, elles parviennent à localiser le Docteur dans une fête à l'époque médiévale, où elles se téléportent grâce au Manipulateur de Vortex de Missy. Le Docteur se faisant piéger par Colonie Sarff, le chef de la sécurité rapprochée de Davros, Clara et Missy décident d'accompagner le Docteur pour aller voir Davros. Missy et le Docteur ayant remarqué que la gravité était parfaite (pourtant, elle devrait artificielle vu qu'ils sont censés se trouver dans une station spatiale), elle réalise qu'elle se trouve en fait sur la planète Skaro, la planète des Daleks. Clara et elle se font capturer par les Daleks eux-mêmes. Elles se font exécuter sous les yeux du Docteur, impuissant.
Au début du deuxième épisode, The Witch's Familiar, on découvre que Missy s'est en fait téléportée avec Clara, en utilisant l'énergie des tirs des Daleks. Elles décident alors d'aller aider le Docteur, en entrant dans la forteresse des Daleks, en passant par les égouts, composés de Daleks mort-vivants. Elles piegent et tuent alors un Dalek. Missy fait alors entrer Clara dans l'armure du Dalek, pour leur permettre d'infiltrer la ville Dalek. C'est durant cet épisode que Missy évoque pour la première fois l'existence de sa fille, sous-entendant que le Maître a un jour fondé une famille.
Alors que le Docteur se fait voler son énergie régénératrice par Davros, Missy arrive et le sauve. Ayant laissé Clara dans l'armure du Dalek qu'elles ont tué, elle fait croire au Docteur que Clara a été tué par ce Dalek, voulant que le Docteur tue Clara. Le Docteur, comprenant le mensonge, part de Skaro dans le TARDIS avec Clara, laissant Missy dans une très mauvaise posture, encerclée par un groupe de Daleks...
Toutefois, Missy est mentionnée dans le dernier épisode de la saison, Montée en Enfer, alors qu'Ashildr essaie de savoir qui est l'Hybride. Cette dernière rappelle alors que le Docteur et Clara se sont rencontrés grâce à Missy, et la définissant comme "[adorant] tellement le chaos, et qui veut qu['il] aim[e] ça aussi" ou encore comme "une sacrée entremetteuse".

### Saison 10 (2017)
Dès le début de la saison, dans le premier épisode (intitulé Le Pilote), un nouveau "fil rouge" se tisse : le Docteur (assisté par Nardole) garde une crypte, une voûte (en anglais on a le terme "the Vault") sur Terre, qui contient une créature dangereuse pour l'humanité. C'est dans le sixième épisode de la saison, à savoir Extremis, que l'on découvre que c'est Missy qui est à l'intérieur. À la suite de ses crimes, cette dernière se fait exécuter, et c'est le Docteur qui est choisi pour porter la sentence (selon le « règlement » un Seigneur du Temps ne peut être exécuté que par un confrère). Elle tente de raisonner le Docteur, lui affirmant qu'elle est son "amie" et qu'elle fera tout ce qui est nécessaire pour changer. Le Docteur la sauve donc in extremis en trafiquant la machine d'exécution. Il l'enferme ensuite dans la crypte en faisant la promesse de l'y garder mille ans et de la guider vers un chemin plus lumineux.
Dans le dernier épisode de la "trilogie des Moines", La Terre du mensonge, Le Docteur doit sauver la Terre de l'attaque des Moines, et va demander de l'aide à Missy, qu'il définit comme la seule personne presque aussi intelligente que lui. La Dame du temps lui explique ainsi qu'à Bill comment elle a déjà vaincu les Moines de par le passé. Selon elle, la mort de Bill est l'unique moyen de faire fuir les Moines (Bill ayant créé un lien télépathique avec ces derniers). Face au choc du Docteur, elle explique que la vision du "bien" de ce dernier est "vaine, arrogante et sentimentale". Cependant, à la fin de l'épisode, elle discute avec le Docteur, exprimant ses remords face à tous les gens qu'elle a tués, dont elle se souvient un par un. On la voit même pleurer.
Dans L'Impératrice de Mars, le TARDIS quitte Mars de son plein gré... avec Nardole à l'intérieur. De retour sur Terre, ce dernier demande de l'aide à Missy, qu'il fait sortir de sa prison. Lorsque le TARDIS revient au Docteur et à Bill, on découvre que c'est Missy qui l'a piloté. Le Docteur est surpris puis en colère, rappelant à Missy qu'il n'a pas d'autre choix que de la ramener dans sa prison. Missy ne s'y oppose pas et même s'inquiète pour la santé du Docteur, qui ne sait alors plus comment réagir.
À la fin de l'épisode suivant, Les Mange-lumière, alors que le Docteur, Nardole et Bill retournent dans le TARDIS, les deux compagnons du Docteur sont surpris de voir Missy à l'intérieur, assise dans un fauteuil à l'étage. Le Docteur, touché par le sauvetage de Missy sur Mars la laisse à présent occuper le Tardis. Lorsqu'elle est seule avec le Docteur, elle pleure de nouveau, ne sachant même pas pourquoi. Le Docteur lui dit qu'il est peut-être temps qu'ils redeviennent amis. Il reste, toutefois, sur la défensive, craignant de s'emballer trop vite pour la repentance de Missy.
Dans le 11e épisode de la saison, L'Éternité devant soi, le Docteur met Missy à l'épreuve. Elle doit agir à sa place, pour voir si elle est devenue gentille. Dans un flashback, on voit le Docteur dire à Bill que Missy était son premier ami sur Gallifrey et qu'il avait à l'époque le béguin pour lui (elle était alors un homme, précise-t-il). C'est elle qui découvre que le vaisseau sur lequel ils se trouvent vient de Mondas, la planète d'origine des Cybermen, apparue pour la première fois dans The Tenth Planet en 1966.
Durant le dernier épisode de la saison 10, Le Docteur tombe, Missy est face au Docteur mais aussi à sa précédente incarnation (interprétée par John Simm). Bien que complices, ces deux versions du Maître sont en profond désaccord, les deux personnages étant à des étapes différentes de leur évolution. Ainsi, Missy doit choisir entre céder à ses anciens démons ou se tenir auprès de son vieil ami, le Docteur. Finalement, elle choisira de tuer l'ancien Maître pour rejoindre le Docteur. Mais le Maître, n'acceptant pas sa future rédemption, préférera également assassiner Missy sans lui donner la chance de se régénérer. Missy est donc laissée pour morte seule à la fin de l'épisode, le Docteur ignorant tout de son revirement en sa faveur.

## Casting et réception

### Casting
Le 30 juin 2014, il est annoncé que Michelle Gomez aurait un rôle régulier dans la saison 8, en tant que la « gardienne de la Nécrosphère ». L'actrice affirme être « ravie de se joindre à Peter Capaldi ». Dans une courte interview, Steven Moffat explique son choix : il connaissait déjà Michelle Gomez, et l'a vue sur la liste pour jouer un autre rôle, et s'est dit qu'elle serait parfaite pour le rôle de Missy. Elle apparaît donc dans sept épisodes (sur douze) de la saison 8. En février 2015, soit trois mois après la diffusion du dernier épisode de la saison, le retour de Missy pour la saison 9 est confirmé. Bien plus tard, en octobre 2016, Michelle Gomez révèle lors d'une interview qu'elle reviendra au cours de la saison 10.
L'actrice confirme le 16 mai 2017, quelques semaines avant la diffusion de Le Docteur tombe, son dernier épisode, qu'elle ne reviendra pas dans la série. Elle justifie son départ en expliquant qu'elle ne serait rien sans Steven Moffat et Peter Capaldi, qui quittent également la série. Elle n'exclut toutefois pas de revenir jouer son rôle dans le futur.

### Réception
À la suite de la diffusion de La Nécrosphère (2014), Sam Wollaston écrit dans un article du Guardian que Michelle Gomez joue très bien son rôle de « scélérat » et de « prédateur sexuel ». En évoquant ces traits, il compare ainsi le rôle de Missy à un autre rôle que l'actrice tenait dans la série Green Wing entre 2004 et 2006. Dans un autre article du même quotidien, Dan Martin affirme que Michelle Gomez pourrait bien être la deuxième meilleure incarnation du Maître après Roger Delgado, le premier acteur à avoir interprété le personnage entre 1971 et 1973.

## Liste des apparitions

### Épisodes télévisés deDoctor Who
- 2014 : En apnée
- 2014 : Dans le ventre du Dalek
- 2014 : Le Gardien
- 2014 : À plat
- 2014 : Promenons-nous dans les bois...
- 2014 : La Nécrosphère
- 2014 : Mort au paradis
- 2015 : Le Magicien et son disciple
- 2015 : La Sorcière et son pantin
- 2017 : Extremis
- 2017 : La Terre du mensonge
- 2017 : L'Impératrice de Mars
- 2017 : Les Mange-lumière
- 2017 : L'Éternité devant soi
- 2017 : Le Docteur tombe

### Épisodes audio deBig Finish
- janvier 2019 : The Diary of River Song - saison 5[16]
- février 2019 : Missy - saison 1[17]
- octobre 2019 : Doctor Who: Ravenous - saison 4[18]
- Juillet 2020 : Missy - saison 2[19]
- Janvier 2021 : Masterful[20]
- Septembre 2021 : Missy serie 3 : Missy and the Monk - saison 3